# Minibagger

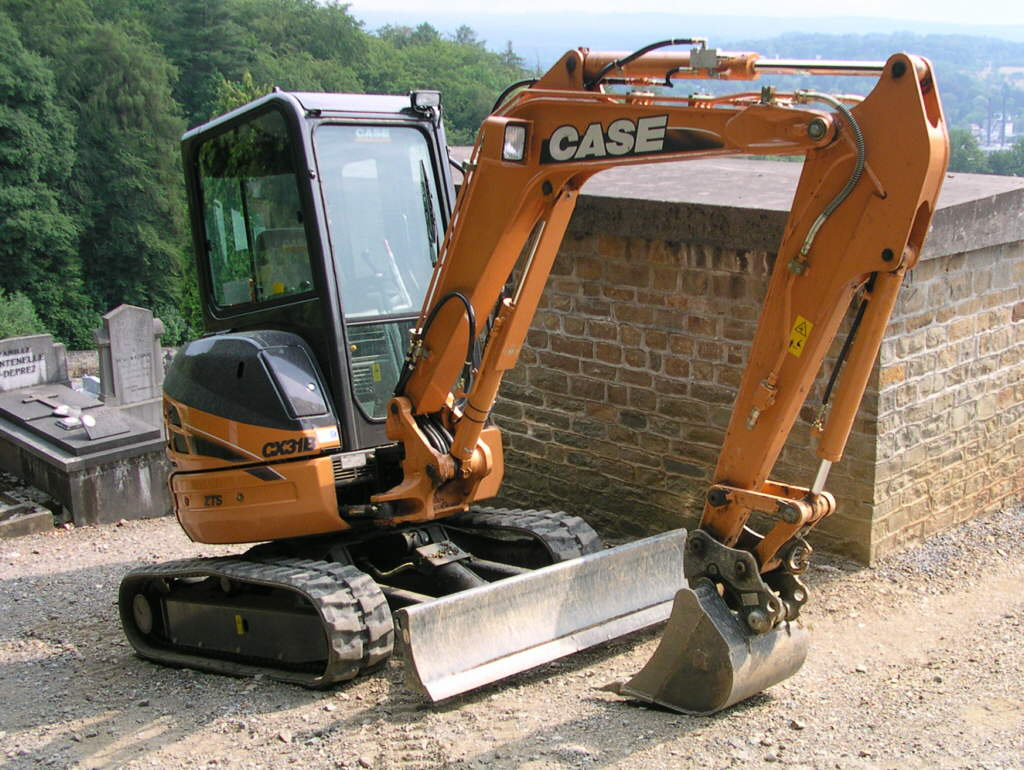
Minibagger im Baustelleneinsatz

Der Minibagger ist eine Baumaschine und findet auf kleinen Baustellen im Bereich des Erdbaus oder des Garten- und Landschaftsbaus Verwendung. Das Gerät zeichnet sich durch sein geringes Betriebsgewicht und seine kleinen Abmessungen aus. 
Die Funktionsweise der Maschine ähnelt der eines Hydraulikbaggers. Zur Ausstattung gehören ein kleines Räumschild, Raupenfahrwerk und eine Reihe von Anbaugeräten wie Grabgefäße, Hydraulikhämmer oder Erdbohrer. 

## Komponenten
Der Minibagger besteht im Wesentlichen aus fünf Komponenten:
1. Raupenlaufwerk
2. Knickgelenk (falls vorhanden)
3. Frontschild
4. Baggerausleger mit Anbaugerät (Grablöffel)
5. Fahrerkabine

## Kenngrößen
Minibagger gibt es in verschiedenen Bau- und Leistungsvarianten, das Leistungsspektrum reicht von Maschinen mit 3 bis 17 kW. Das Gerät besitzt dann ein Betriebsgewicht von 0,3 bis 3,2 t. Entscheidend für die Einsatzfähigkeit ist auch die Breite, so sind Abmessungen zwischen 0,7 und 1,5 m möglich. Es ist eine Höchstgeschwindigkeit von 1,7 bis 5 km/h möglich.

## Technik und Ausstattung
Der mit einem hydraulischen Antrieb ausgestattete Minibagger besitzt ein Raupenfahrwerk mit Gummiketten. Auf diese Weise kann das Gerät rasch die Richtung ändern und erzeugt nur geringen Bodendruck. Der kleine am Unterwagen angebrachte Räumschild dient für leichte Planierarbeiten und kann während des Baggervorgangs als Abstützung dienen. Um die Beweglichkeit der Maschine zu verbessern, befindet sich je nach Ausstattungsvariante am Auslegeransatz ein Knickgelenk, sodass der Ausleger ohne Drehung des Oberwagens geschwenkt werden kann. Die Einsatzmöglichkeiten sind auf Grund der verschiedenartigen Anbaugeräte sehr vielseitig. 

## Verwendung
Die Geräte sind aufgrund ihrer Abmessungen und ihres Gewichts in engen Räumen einsetzbar und lassen sich auf einer Lkw-Ladefläche oder einem Pkw-Anhänger transportieren. Minibagger werden bei Sanierungsarbeiten von Gebäuden und Anlagen sowie im Garten- und Landschaftsbau eingesetzt. Sie können auch kleinere Erdarbeiten ausführen und ersetzen in diesem Fall die mühsame und teure Handarbeit. Die Einsatzgebiete werden durch verschiedenartige Anbaugeräte noch erweitert.

## Hersteller
Eine Vielzahl von Herstellern beschäftigt sich mit der Entwicklung und der Fertigung von Minibaggern. Dies hat zu einer breiten Masse an Modellen und Baugrößen geführt. Trotz ihrer Ähnlichkeit mit den konventionellen Hydraulikbaggern, müssen alle Komponenten neu dimensioniert werden. Besonders der Anspruch, eine möglichst geringe Geräteabmessung zu erzielen, erfordert eine hohe Konstruktionsleistung. Zu den Herstellern von Minibaggern zählen beispielsweise:
| - Airman - Bobcat - Boki - Cams - Case CE - Caterpillar - Doosan (früher Daewoo) - Eurocomach - Foton (Bagger) - Gehl Company | - Hanix - Hinowa - Hitachi - Hyundai - JCB - Kato Works - Komatsu - Kubota (Unternehmen) - Liugong - Macmoter - Mecalac | - Messersi - New Holland - Pel-Job - Sany - Takeuchi - Terex / Schaeff - Volvo Construction Equipment - Wacker Neuson - XCMG - Yanmar |

## Sicherheit
- In Deutschland ist eine jährliche U-VV-Überprüfung (gemäß den Richtlinien der Berufsgenossenschaften) bei Minibaggern vorgeschrieben.

- Ein Befähigungsnachweis (Fahrausweis) zum Führen von Minibaggern ist in Deutschland die Voraussetzung zur ordnungsgemäßen Benutzung aller kraftbetriebenen Baumaschinen (Minibagger) gemäß den Richtlinien der Berufsgenossenschaften.